# Senat Scherf II
Der Senat Scherf II amtierte vom 7. Juli 1999 bis 4. Juli 2003 als Bremer Landesregierung.
| Amt                                                   | Name                               | Partei | Partei |
| ----------------------------------------------------- | ---------------------------------- | ------ | ------ |
| Bremer Bürgermeister und Präsident des Senats         | Henning Scherf                     |        | SPD    |
| kirchliche Angelegenheiten                            | Henning Scherf                     |        | SPD    |
| Justiz und Verfassung                                 | Henning Scherf                     |        | SPD    |
| Stellvertretender Präsident des Senats, Bürgermeister | Hartmut Perschau                   |        | CDU    |
| Finanzen                                              | Hartmut Perschau                   |        | CDU    |
| Inneres, Kultur und Sport                             | Bernt Schulte bis 13. Juli 2001    | CDU    |        |
| Inneres, Kultur und Sport                             | Hartmut Perschau geschäftsführend  | CDU    |        |
| Inneres, Kultur und Sport                             | Kuno Böse ab 29. August 2001       | CDU    |        |
| Wirtschaft und Häfen                                  | Josef Hattig                       | CDU    |        |
| Bau und Umwelt                                        | Christine Wischer                  |        | SPD    |
| Bildung und Wissenschaft                              | Wilfried Lemke                     | SPD    |        |
| Arbeit, Frauen, Gesundheit, Jugend und Soziales       | Hilde Adolf bis 16. Januar 2002    | SPD    |        |
| Arbeit, Frauen, Gesundheit, Jugend und Soziales       | Christine Wischer geschäftsführend | SPD    |        |
| Arbeit, Frauen, Gesundheit, Jugend und Soziales       | Karin Röpke ab 20. März 2002       | SPD    |        |